# 拔山蓋世
拔山 蓋世（ぬきやま がいせい、8月10日 - ）は、日本の漫画家。男性。主に成年向け漫画雑誌で活動している。
著者名は新字体表記の抜山 蓋世、または平仮名表記のぬきやまがいせいとなる場合がある。

## 来歴
1990年代より、同人サークル「ジャンクアーツ」を主催し、同人誌を発行。
1997年頃より、『COMIC零式』（リイド社）『COMICヒメクリ』（FOX出版）等の成年向け漫画雑誌に作品が掲載される。
2000年頃より、『ヤングキングアワーズ』（少年画報社）等の一般向け漫画雑誌に作品が掲載される。
2009年、初の単行本『ささやいて、あのことば』を発売。
2010年現在、『コミックメガストアH』（コアマガジン）やヒット出版社発行のコミックアンソロジー等で作品が掲載されている。

## 作品リスト

### 単行本
成年向け作品
- 『ささやいて、あのことば』 ヒット出版社 <セラフィンコミックス> 2009年9月 ISBN 978-4-8946-5454-9
- 『いろ、ひめやかいろ』 コアマガジン <メガストアコミックス> 2010年12月 ISBN 978-4-86252-962-6
- 『しょうじょ、くなぎ、きおく』 ヒット出版社 <セラフィンコミックス> 2011年9月 ISBN 978-4-89465-528-7

以上すべて　ぬきやまがいせい名義。

### 単行本未収録
成年向け作品
- 「Remember The Fallen」 （『comic ino. アンソロジーイノ vol.04』（ヒット出版社）） 2009年12月 ISBN 978-4-89465-466-2

全年齢向け作品
- 「EPIGONEN」 （『新世紀エヴァンゲリオン　鋼鉄のガールフレンド　コミックアンソロジー　ボーイ・ミーツ・ガール』（光文社）） 1998年10月 ISBN 4-334-80434-9
- 「ONE MORE RED NIGHTMARE」 （『ヤングキングアワーズ』（少年画報社） 2000年5月号）
- 「ニーモニック」 （『ヤングキングアワーズ増刊号』（少年画報社）2001年5月 - 2002年3月号掲載　全4話）